# Trayvon Palmer
Trayvon Palmer (Milwaukee, Wisconsin, 13 de noviembre de 1994) es un baloncestista estadounidense que pertenece a la plantilla de los Marinos de Oriente de la Superliga Profesional de Baloncesto. Con 1,98 metros de estatura, juega en la posición de escolta.

## Trayectoria deportiva

### Universidad
Tras una primera temporada en el North Dakota State College of Science de la NJCAA, en la que promedió 13,3 puntos, 10,1 rebotes y 1,6 asistencias por partido, jugó tres temporadas con los Cougars de la Universidad Estatal de Chicago, ya en la División I de la NCAA, en las que promedió 10,9 puntos, 7,4 rebotes, 1,2 asistencias y 1,2 robos de balón por encuentro.

### Profesional
Tras no ser elegido en el Draft de la NBA de 2017, en el mes de agosto firmó su primer contrato profesional con los Worcester Wolves de la British Basketball League. Allí jugó una temporada como titular, en la que promedió 14,7 puntos y 6,0 rebotes por partido.
En noviembre de 2018, de vuelta en su país, fue fichado por los Santa Cruz Warriors de la G League. Disputó sólo dos partidos antes de ser despedido. Días más tarde fue adquirido por los Northern Arizona Suns.
El 28 de diciembre de 2021, Palmer firmó un contrato de 10 días con los Detroit Pistons de la NBA.
El 6 de marzo de 2024 fichó por los Marinos de Oriente de la Superliga Profesional de Baloncesto de Venezuela.

## Estadísticas de su carrera en la NBA

### Temporada regular
| Año     | Equipo  | PJ | PT | MPP  | %TC  | %3P | %TL | RPP | APP | ROB | TPP | PPP |
| ------- | ------- | -- | -- | ---- | ---- | --- | --- | --- | --- | --- | --- | --- |
| 2021-22 | Detroit | 1  | 0  | 17.0 | .000 | —   | —   | 2.0 | .0  | .0  | .0  | .0  |
| Total   | Total   | 1  | 0  | 17.0 | .000 | —   | —   | 2.0 | .0  | .0  | .0  | .0  |